# Iwięcino
Iwięcino is een plaats in het Poolse district  Koszaliński, woiwodschap West-Pommeren. De plaats maakt deel uit van de gemeente Sianów en telt 290 inwoners.